# Deutsch-Nordischer Lloyd Nr. 21 bis 24
Die Lokomotiven Nr. 21–24 des Deutsch-Nordischen Lloyd wurden 1884 für den Vorortverkehr in Rostock beschafft. Die Großherzoglich Mecklenburgische Friedrich-Franz-Eisenbahn ordnete die Tenderlokomotiven ab 1894 in die Gattung XI ein. Ab 1910 wurden sie als Gattung T 1 bezeichnet. Bis 1922 waren alle Lokomotiven ausgemustert.

## Geschichte
Für den Vorortverkehr auf der Strecke Rostock-Warnemünde beschaffte der Deutsch-Nordische Lloyd 1884 bei Egestorff vier Tenderlokomotiven mit ungewöhnlich großen Treibrädern von 1,53 m. Die Lokomotiven waren dafür ausgelegt, auf der Relation kurze Wagenzüge innerhalb einer raschen Zugfolge zu befördern. Sie erhielten die Bahnnummern 21 bis 24. Nach der Übernahme der Lloydbahn durch die Friedrich-Franz-Eisenbahn erhielten sie die Bahnnummern 110 bis 113. Mit der Einführung des neuen Nummernschemas ab 1895 bekamen sie die Nummern 501 bis 504. Im ab 1910 geltenden Bezeichnungsschema erhielten sie die Gattungsbezeichnung T 1. Im Zeitraum zwischen 1917 und 1922 wurden die Lokomotiven ausgemustert.

## Konstruktive Merkmale
Die Lokomotiven verfügten über einen Innenrahmen. In den Rahmen war der Wasserkasten integriert. Der Langkessel bestand aus zwei Schüssen. Der Dampfdom saß auf dem hinteren Kesselschuss. Das Sicherheitsventil befand sich vor dem Führerhaus über dem Stehkessel.
Das außenliegende Zweizylinder-Naßdampftriebwerk war waagerecht angeordnet und arbeitete auf die hintere Kuppelachse. Die Allan-Steuerung war außenliegend und verfügte über gekreuzte Exzenterstangen.
Die Radsätze waren mit über den Radlagern liegenden Blattfederpaketen abgefedert. Die Wurfhebelbremse wirkte beidseitig auf die Treibräder. Eine vorhandene Heberleinbremse wurde später entfernt. Der Sandkasten befand unter dem Umlauf zwischen den Kuppelrädern. Die hintere Achse wurde von vorn gesandet. Der Kohlevorrat war in zwei Behältern vor dem Führerhaus untergebracht.